# Nežichov
Nežichov (deutsch Neschikau) ist eine Siedlung in der Stadt Toužim (Theusing) im Okres Karlovy Vary (Bezirk Karlsbad). Der Ort liegt rund 6 km südlich von Toužimdirekt an der Grenze des Karlsbader zum Pilsener Kraj (Region). Die Gemarkung umfasst etwa eine Fläche von 7,48 km².

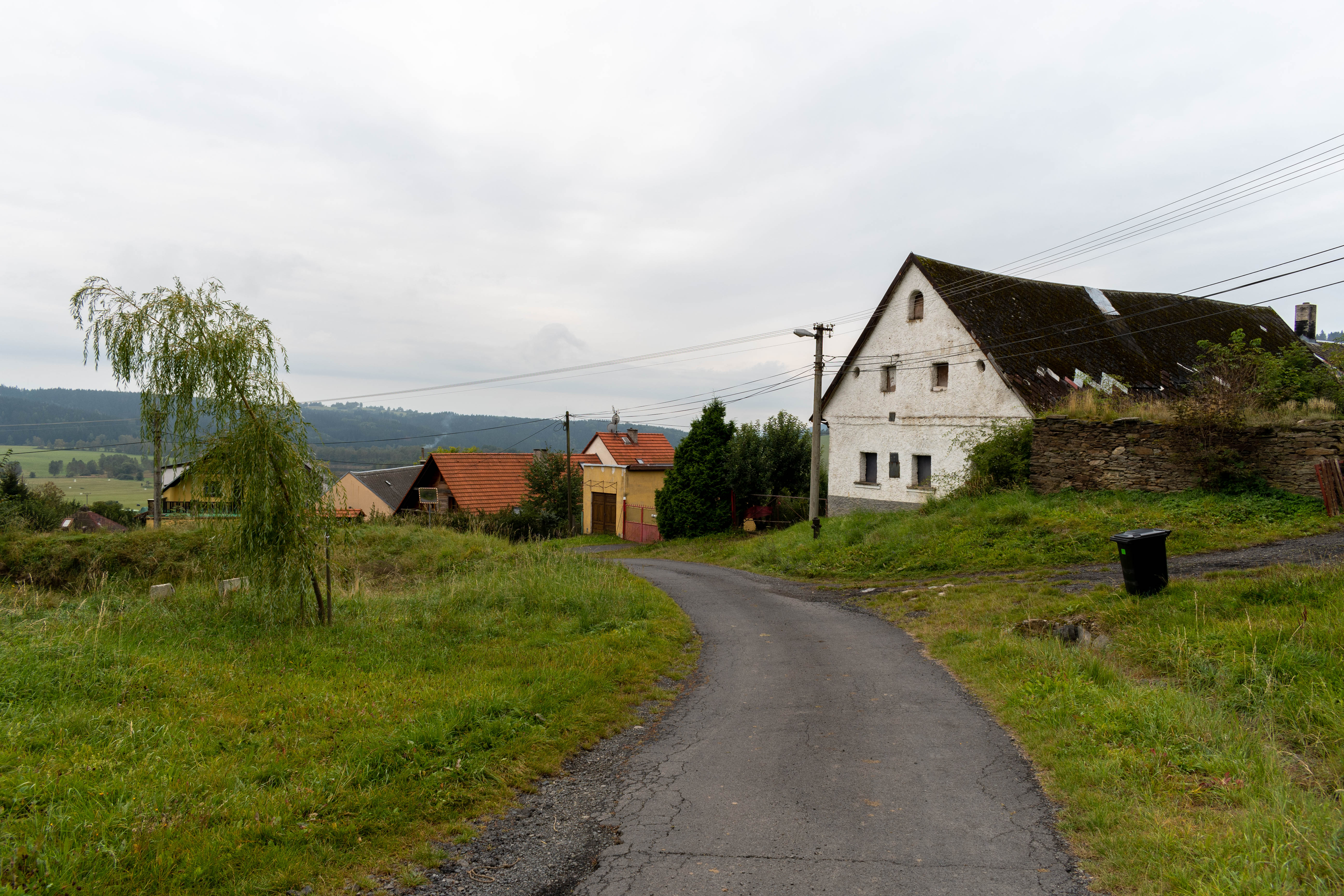
Bild der Ortslage

## Geschichte
Erstmals erwähnt wurde Neschikau 1273. 1945 war Neschikau eine eigene Gemeinde im Landkreis Tepl. Die Einwohnerzahl betrug 2011 29. Die anderen Zahlen stammen von der Internetseite der Stadt.

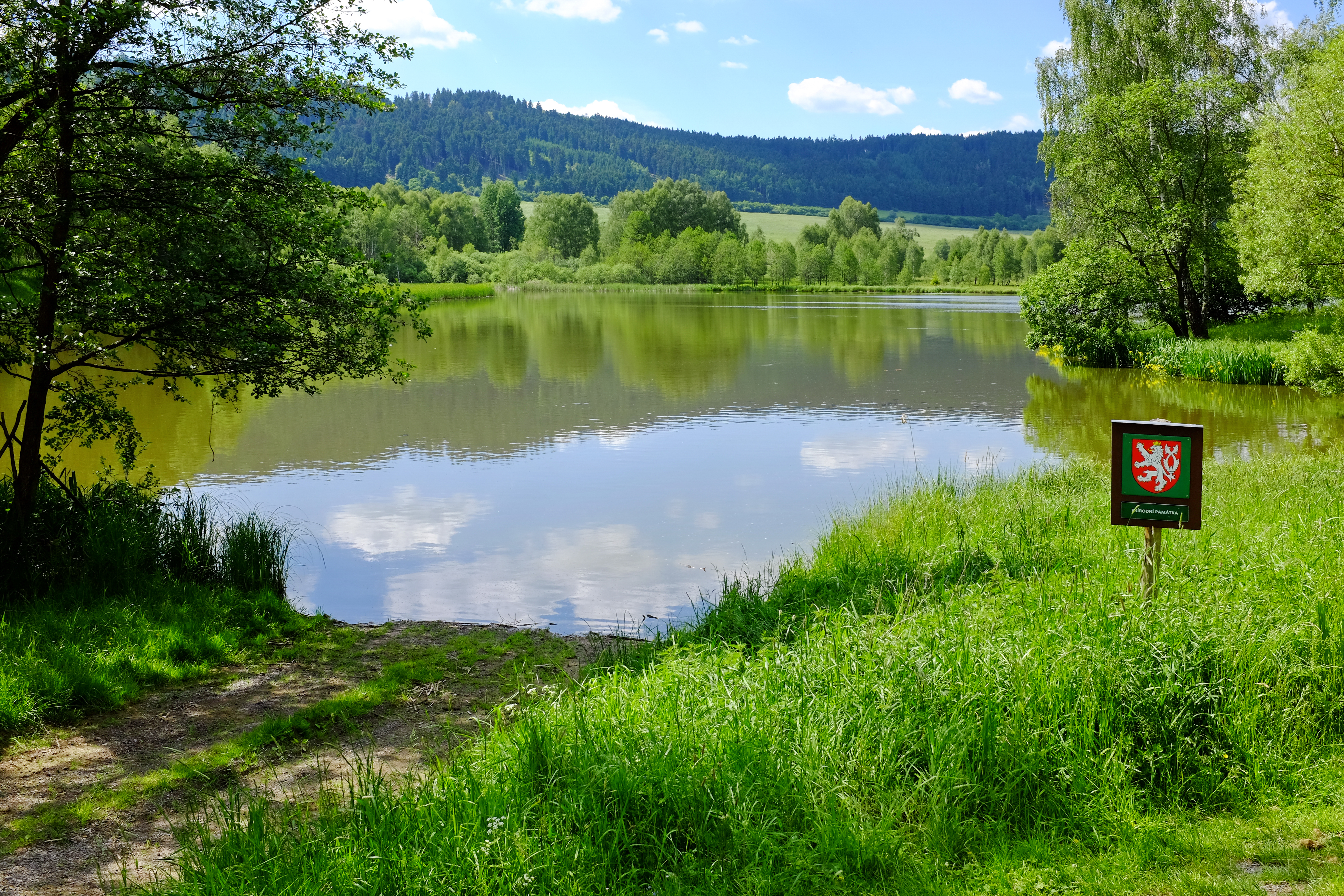
Blažejský rybník

| Jahr      | 2010 | 2011 | 2015 | 2020 |
| --------- | ---- | ---- | ---- | ---- |
| Einwohner | 33   | 28   | 32   | 28   |
| Häuser    | 17   |      | 22   | 24   |

## Sehenswürdigkeiten
- Ruine der barocken Wallfahrtskirche St. Blasius
- südlich gelegenes Naturdenkmal Blažejský rybník

## Belege
1. ↑  Landkreis Tepl | Deutsche in Böhmen & Mähren. Abgerufen am 18. März 2024.
2. ↑  STATISTICKÝ LEXIKON OBCÍ ČESKÉ REPUBLIKY 2013 Podle správního rozdělení k 1. 1. 2013 a výsledků sčítání lidu, domů a bytů  k 26. březnu 2011 Zpracoval Český statistický úřad ve spolupráci s Ministerstvem vnitra ČR. (PDF) 1. Januar 2013, S. 276, abgerufen am 16. März 2024 (tschechisch).
3. ↑  Nežichov - Nežichov - Oficiální stránky města Toužim. Abgerufen am 18. März 2024.